# Plectochorus debilis
Plectochorus debilis là một loài tò vò trong họ Ichneumonidae.